# Der Ring (Schweizer Zeitschrift)
Der Ring war eine Schweizer Monatszeitung, die vom 17. Okt. 1965 (Nr. 1/1965) bis zum 26. November 1984 (Nr. 6/1984) in Luzern herausgegeben wurde und das Mitteilungsorgan des Landesrings der Unabhängigen war.
Die Vorgänger des Rings waren Der Unabhängige, der von 1946 bis 1953 existierte, das Unabhängige Wochenblatt, das von 1953 bis 1954 bestand  und das Unabhängige Wochenblatt Luzern, das von 1955 bis 1965 erschien.